# Иоасаф Снетногорский
Игумен Иоасаф (Иоасаф Псковский; ? — 4 марта 1299) — святой Русской церкви. Основатель и первый игумен Снетогорского монастыря, на правом берегу реки Великой, в нескольких километрах от Пскова.
По строгому общежительному уставу, который ввёл в своем монастыре преподобный Иоасаф, жизнь иноков была наполнена молитвой, воздержанием и трудом.
Убит в 4 марта 1299 года ливонскими рыцарями вместе с преподобным игуменом Василием Мирожским и множеством иноков. Его мощи — в Свято-Троицком кафедральном соборе Пскова.
Почитается как преподобномученик, память совершается 4 марта (по юлианскому календарю) и в Соборе Псковских святых.